# فؤاد روحانی
فؤاد روحانی (۳۰ مهر ۱۲۸۶ در تهران – ۱۰ بهمن ۱۳۸۲ در لندن) مترجم، کارشناس مسائل نفت و از شخصیت‌های مؤثر در تأسیس اوپک بود و طی سال‌های ۱۹۶۱ تا ۱۹۶۴ اولین دبیرکل اوپک بود. او تنها ایرانی است که چنین منصبی داشته است.

## زندگی
فرزند"میرزا علی‌اکبر روحانی میلانی (محب السلطان) " و مادری به نام "مولود" از خانواده‌ای بهائی در تهران به دنیا آمد. تحصیلات اولیه خود را در تهران به پایان رساند و برای کار در صنعت نفت تحت کنترل انگلیس رفت. در سال ۱۹۳۷ دو مدرک حقوقی از دانشگاه لندن به دست آورد. بعد وارد دانشگاه پاریس شد و در سال ۱۹۶۸ دکترای حقوق دریافت کرد. مشاوره شاه از سال ۱۹۶۵ تا ۱۹۶۸، دبیرکل همکاری‌های منطقه ای سنتو بود که برای تقویت ادغام اقتصادی در بین ایران، پاکستان و ترکیه تلاش کرد. او به پنج زبان زندهٔ دنیا چیرگی داشت. در مجموع ۵۰ سال در بخش‌های مختلف در دستگاه اداری ایران کار کرد و علاوه بر چند سمت اجرایی هم چون دبیرکلی سازمان همکاری عمران منطقه‌ای و قائم مقام رئیس هیئت مدیره شرکت نفت ایران، مشاور تعدادی از دولت‌های ایران پیش از انقلاب اسلامی هم بود.
او به عنوان کارشناس حقوق بین‌الملل و مشاور نهادهای بین‌المللی، ماموریت‌هایی را برای این نهادها، از جمله سازمان ملل متحد در نقاط مختلف جهان به انجام رساند. فوأد روحانی در سال ۱۳۰۶ با روحان فتح اعظم ازدواج کرد که حاصل این ازدواج دو دختر به نام‌های گیتی و نگار است. وی در این باره چنین می‌گوید: «بنده در سن بیست و یک سالگی متأهل شدم و دو دختر دارم که یکی از آن‌ها متأهل و دارای سه فرزند است و دیگری مجرد.»
فؤاد روحانی در دادگاه محمد مصدق به عنوان کارشناس نفت حضور داشت و بعدها نیز کتابی در نقد سیاست‌های مصدق نوشت.
پس از انقلاب خانه و دارایی آقای روحانی مصادره شد، وی به ژنو و بعداً به لندن نقل مکان کرد.

## تأسیس اوپک
اوپک در سال ۱۹۵۹ تشکیل شد، در زمانی که بیش از حد نفت خام وجود داشت و قیمت‌ها در حال سقوط بودند شرکت‌های نفتی چند ملیتی با تغییر قوانین خود برای کاهش درآمد کشورهای تولیدکننده تلاش می‌کردند. برخی از رهبران دولت کشورهای تولیدکننده نفت، طرفدار رویکرد تهاجمی نسبت به شرکت‌ها بودند، تا جایی که نگرانی‌های سیاسی و اسلامی را در دستور کار خود قرار دادند. روحانی که سابقه شرکت نفت و مشاوره به مصدق و شاه را داشت یک رویکرد معتدل را ترجیج می‌داد.
هنگامی که اوپک در سال ۱۹۶۱ دفتر خود را در ژنو راه اندازی کرد، آقای روحانی به عنوان اولین دبیرکل این سازمان انتخاب شد، یک پست اداری که شامل واسطه ای بین جناح‌های متناقض بود. او سه سال خدمت کرد.
آنتونی سامپسون، در کتاب خود 'هفت خواهران: شرکت‌های بزرگ نفتی و دنیایی که آنها ساخته‌اند' (وایکینگ، ۱۹۷۵)، نوشت که آقای روحانی به سرعت کشف کرد که شرکت‌های نفتی مانند این رفتار می‌کردند که اوپک وجود ندارد. پاسخ او بازدید مکرر از دفاتر آنها و تلاش برای تحمیل اوپک بود. هنگامی که شرکت‌ها اصرار داشتند که به‌طور جداگانه با هر کشور مذاکره کنند، نه با اوپک، روحانی در هر مذاکره یک کلاه متفاوت پوشید.
موفقیت اوپک مدتهاست که مورد بحث قرار گرفته است، و بسیاری از تحلیلگران می‌گویند که بازار و تمایل یک کشور، عربستان سعودی، برای محدود کردن تولید، عوامل تعیین‌کننده در تعیین قیمت نفت بوده است. حتی تحریم نفتی سال ۱۹۷۳ فقط توسط تولیدکنندگان عرب آغاز شد، نه اوپک. اما بسیاری از مورخان تلاش‌های اولیه اوپک تحت رهبری آقای روحانی را برای کمک به متوقف کردن افت قیمت نفت مفید می‌دانند. در سال ۱۹۶۴، آقای روحانی توسط یک عراقی، عبدالرحمان بزاز جانشین شد که بیشتر صحبت از سیاست رادیکال و اسلام می‌کرد.

## پس از اوپک
با پایان دوره‌ی دبیرکلی اوپک، به تهران بازگشت و مدتی در دولت حسن‌علی منصور مشاور بود. وقتی کاری به او محول نشد . دانشگاه کلمبیا برای تدریس از وی دعوت کرده بود و به آنجا رفت و  تاریخ تصوف و تاریخ ادبیات و تاریخ ایران تدریس می‌کرد. چهار ماه بعد حسن‌علی منصور تلگرافی به او زد  به تهران بازگشت، به سمت دبیرکل آرسی‌دی (سازمان عمران منطقه‌ای) انتخاب شد که کشورهای ایران، ترکیه و پاکستان عضو آن بودند و سه سال در این سمت بود.
محمدعلی موحد، نویسنده‌ خواب آشفته‌ نفت می‌گوید:
روحانی مردی تنها و عاشق پیاده‌روی بود، در خیابان‌های نه‌چندان پرازدحام و نه‌چندان آلوده‌‌ آن روزِ تهران راه می‌رفت و در حین راه‌رفتن کتاب می‌خواند. قیافه‌ی او برای هم‌سن‌وسال‌های من که اهل کتاب بودند آشنا بود و  می‌دانستند که انگلیسی‌دانِ درجه‌اول است و در شرکت نفت کار می‌کند. روحانی بذله‌گو، نیک‌محضر، دارای اطلاعات وسیع، خوش‌بیان و خوش‌خط و خوش‌قلم بود ...هیچ‌چیز نظم فکری او را مختل نمی‌ساخت. او می‌توانست چند صفحه بدون کمترین قلم‌خوردگی و تغییر و تبدیل بنویسد. ... به انگلیسی و فرانسه مسلط بود و با لاتین و ایتالیایی و عربی به‌حد کفایت آشنا بود. 
در سال ۱۹۶۵ ازطرف سازمان ملل دعوت شد تا در تدوین قوانین نفت و قراردادهای نفتی برای کشورهای جهان‌سوم همکاری کند. این برنامه تا سال ۱۹۸۲ ادامه داشت و او با بیش از ده کشور، ازجمله مراکش، هائیتی، غنا، مالت و لیبریا، همکاری داشت. در سال ۱۹۷۳ عضو گروه کارشناسان بین‌المللی در بوئنوس‌آیرس بود که سرگرم تهیه‌ی اصول مذاکره و تنظیم قراردادهای توسعه‌ی معادن بودند. روحانی همچنین در فاصله‌ی سال‌های ۱۹۷۲ تا ۱۹۷۸ عضو منتخب گروه داوری در مرکز بین‌المللی داوری بود که به دعاوی مربوط به سرمایه‌گذاری رسیدگی می‌کرد.
او به موسیقی علاقه داشت و سعی داشت با تشکیل انجمن فیلارمونیک به گسترش و آشتی موسیقی کلاسیک ایرانی و غربی کمک کند.  تار و پیانو نیز می‌نواخت. او در تألیف و ترجمه‌ی آثار ادبی و تاریخی و عرفانی نیز دستی  داشت.
دکتر روحانی یک سال پس از انقلاب ایران را ترک کرد. پس از چند سال اقامت در ژنو، ده سال پیش از مرگ به لندن نقل‌مکان کرد. او در اواخر عمر گرفتار بیماری آلزایمر شد.

## آثار

### تالیفات
- تاریخ ملی‌‌شدن صنعت نفت ایران و بیست سال پس از ملی‌‌شدن نفت
- راهنمای مضامین قرآن با نام مستعار صادق منتشر شد و ترجمه‌ی انگلیسی آن را با عنوان A Guide to the content of the Quran با نام نویسنده فاروق شریف منتشر کرد.

### ترجمه ها
- کتاب جمهور افلاطون
- کلیات زیباشناسی بندتو کروچه (از ایتالیایی به فارسی)
- الهی‌نامه‌ی عطار (از فارسی به فرانسه)
- رساله‌ی هنر و زیبایی‌شناسیِ آرتور شوپنهاور
- پاسخ به ایوب اثر کارل گوستاو یونگ

## مرگ
او درنهایت در ۱۰ بهمن ۱۳۸۲ در سن نود و شش سالگی در یک آسایشگاه سالمندان لندن از دنیا رفت. در زمان مرگ از وی همسرش روح‌انگیز و سه دخترش، گیتی نگار و دیبا و سه نوه باقی ماندند.

## آثار
- تاریخ ملی شدن صنعت نفت
- تاریخ اوپک
- زندگی سیاسی مصدق
- یادداشت‌های فؤاد روحانی: نخستین دبیرکل اوپک و ناگفته‌هایی دربارهٔ سیاست نفتی ایران در دهه پس از ملی شدن نفت. ویراستاران: غلامرضا تاجبخش و فرخ نجم‌آبادی. ۱۳۹۲/۲۰۱۳.

## ترجمه
- جمهور، افلاطون، انتشارات علمی و فرهنگی
- روان‌شناسی و دین، کارل گوستاو یونگ، انتشارات علمی و فرهنگی
- کلیات زیباشناسی نوشتهٔ بندتوکروچه، انتشارات علمی و فرهنگی